# Xã Darby, Quận Pickaway, Ohio
Xã Darby (tiếng Anh: Darby Township) là một xã thuộc quận Pickaway, tiểu bang Ohio, Hoa Kỳ. Năm 2010, dân số của xã này là 3.366 người.